# Pirate Plank
Pirate Plank ist ein Kinderspiel des Spieleautors Cephas Howard, das 2010 von dem Spielwarenhersteller Lego im Rahmen einer Spielereihe veröffentlicht wurde. Das Spiel für zwei bis vier Spieler ab sieben Jahren dauert etwa 20 Minuten pro Runde. Wie alle anderen Spiele der Serie besteht das Spielmaterial aus Klemmbausteinen, aus denen das eigentliche Spiel zusammengebaut wird. Eine Besonderheit der Serie ist der Würfel, der variabel gestaltet werden kann.
Im Jahr 2011 wurde Pirate Plank beim norwegischen Spielepreis Årets Spill zum besten Kinderspiel des Jahres nominiert.

## Thema und Ausstattung

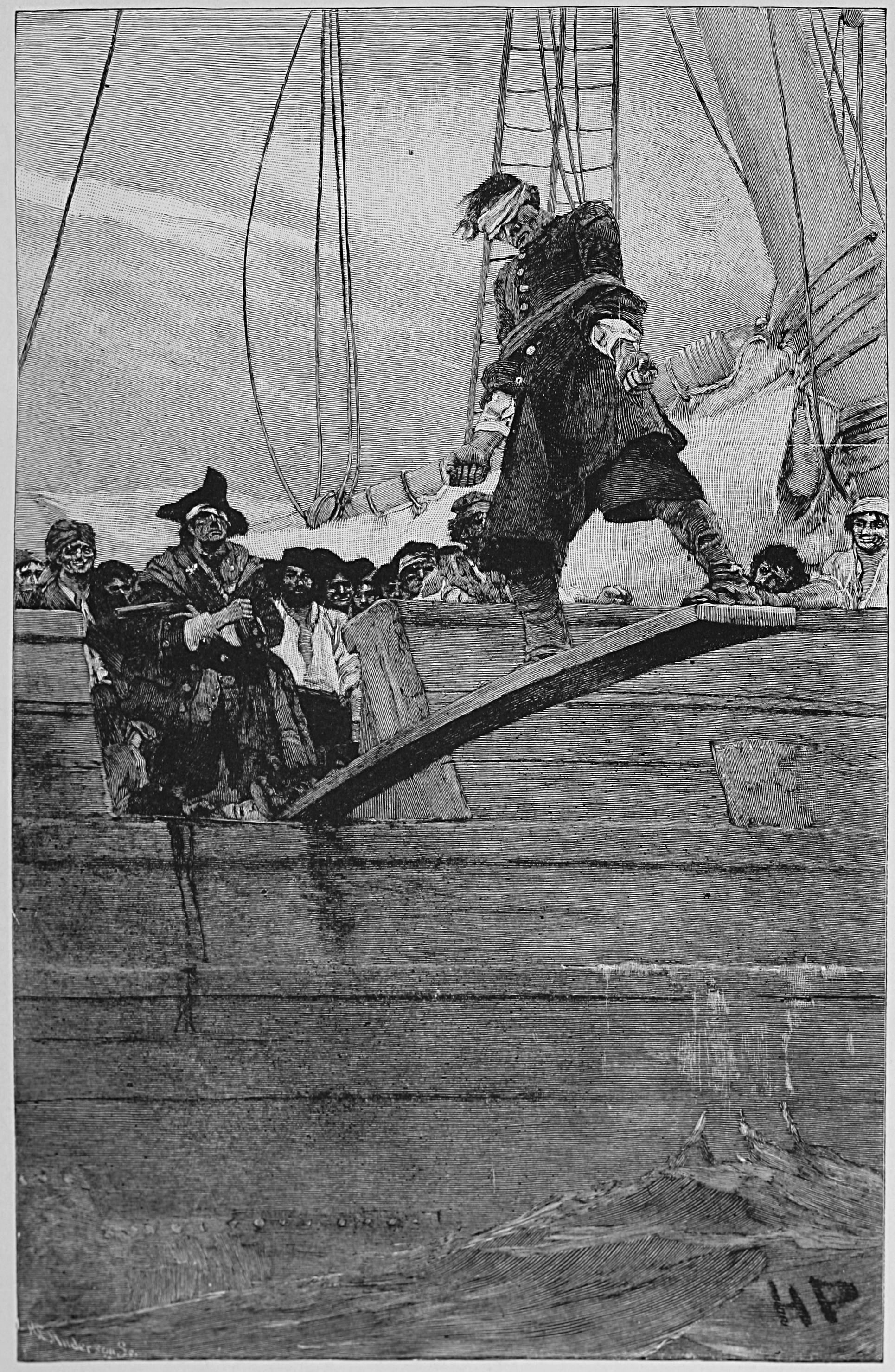
Howard Pyle: Seemann geht über die Planke

Bei dem Spiel handelt es sich um ein Piratenspiel, bei dem die Mitspieler als Piraten über die Planke gehen müssen, weil sie vom Piratenkapitän als Diebe in der Crew erwischt wurden. Der Pirat, der sich als letzter auf der Planke halten kann, darf dabei zurück in die Crew.
Das Spielmaterial besteht neben der Spielanleitung aus Klemmbausteinen, die vor dem ersten Spiel entsprechend einem klassischen Legoset zusammengebaut werden. Auf einer blauen Basisplatte wird entsprechend ein Piratenschiff mit vier Planken gebaut. Hinzu kommen fünf Minifiguren, von denen vier auf die ersten Noppen der Planke und der Piratenkapitän auf das Schiff gestellt werden. Zudem wird der beiliegende Lego-Würfel mit der Piratenflagge bestückt und die Bewegungsplättchen in Form von 1*1-Fliesen neben das Meeresfeld gelegt.

## Spielweise
Zu Beginn des Spiels wird das Piratenschiff in der Tischmitte platziert und jeder Mitspieler wählt eine von den auf den Planken stehenden Figuren.
Ein Startspieler beginnt das Spiel, danach folgen alle weiteren Spieler im Uhrzeigersinn. Der jeweils aktive Spieler bekommt den Würfel und wirft ihn. Würfelt er die Piratenflagge, darf er entweder seinen eigenen Piraten auf der Planke um zwei Felder zurückziehen oder einen beliebigen gegnerischen Piraten um ein Feld vorziehen. Würfelt er eine bislang unbestückte Seite des Würfels, darf er auf dieser ein beliebiges Bewegungplättchen aufsetzen. Würfelt er eine Seite, auf der sich bereits Bewegungsplättchen befinden, bestückt er den Würfel dort, sofern noch Platz ist, mit einem weiteren Bewegungsplättchen. Alternativ bestimmt er einen Mitspieler, dessen Plättchen auf dem Würfel ist, und zwingt ihn, so viele Felder vorwärts zu gehen, wie Plättchen seiner Farbe auf der gewürfelten Seite sind.
Wenn ein Spieler das letzte Feld der Planke überschreitet, fällt er ins Meer. Das Spiel endet, sobald sich nur noch ein Pirat auf den Planken befindet. Der Spieler mit diesem letzten überlebenden Piraten gewinnt das Spiel.

## Alternative Regeln
Die Spielanleitung fordert die Spieler explizit auf, eigene Regeln für das Spiel zu erfinden und bestehende abzuändern. Folgende Vorschläge für alternative Regeln werden gemacht:
- Keiner oder alle: Würfelt ein Spieler eine Seite mit Bewegungsplättchen, darf er auch wählen, dass keiner oder alle Gegner entsprechend der Anzahl ihrer Plättchen vorwärts ziehen.
- Achtung Kapitän: Wird die Totenkopfflagge gewürfelt, wird der Kapitän an eine Planke gestellt. Solang er an dieser Planke steht, muss der betreffende Spieler immer doppelt so viele Felder vorwärts gehen, kann jedoch nicht von der Planke fallen.
- Gerettet!: Wenn ein Spieler ins Meer gefallen ist, darf er weiter mitwürfeln. Würfelt er die Piratenflagge, darf er zurück auf das letzte Feld der Planke, alle anderen Seiten haben keine Bedeutung für ihn.

## Ausgaben und Rezeption
Das Spiel Pirate Plank wurde von Cephas Howard für Lego entwickelt und erschien 2010 gemeinsam mit weiteren Spielen, die auf die Nutzung von Klemmbausteinen und dem variablen Lego-Würfel aufbauen, bei dem Spielwarenproduzenten. Es erschien in zwei multilingualen Versionen auf Englisch, Deutsch, Französisch und Niederländisch sowie auf Englisch, Französisch und Spanisch.
Im Jahr 2011 wurde Pirate Plank beim norwegischen Spielepreis Årets Spill zum besten Kinderspiel des Jahres nominiert. Die Rezeption für das Spiel fällt generell recht positiv aus; so schrieb Sandra Lemberger von H@ll 9000: „Pirate Plank ist kein aufregendes Spiel, das neue Spielkonzepte bietet. Aber die Umsetzung und Einbettung ins Piratenthema passt zum Spielprinzip und spricht die Kinder an. Da es vor allem davon lebt, seinen Mitspielern möglichst oft eins auszuwischen, steht die Schadenfreude im Vordergrund, womit Kinder, die das nicht mögen, manchmal Probleme hatten.“ Kinderspielmagazin.de schrieb dazu: „Dieses Piratenspiel von Lego macht einfach nur Spaß, nicht nur das Aufbauen. Auf Grund der Bausteine ist das Spiel auch wandelbar. Die Kinder können so zu Beginn des Spiels sich auch andere Regeln einfallen lassen“ und Cornelia Pietsch von spieletest.at betont die Innovation des Würfels: „Pirate Plank bringt eine tolle Spielidee mit sich: Der Würfel, mit dem gespielt wird, wird erst während des Spielens zusammengebaut.“

## Belege
1. 1 2 3 4 5 6  Spielanleitung Pirate Plank, Lego 2010.
2. ↑  Versionen von Pirate Play in der Spieledatenbank BoardGameGeek (englisch); abgerufen am 1. Februar 2021
3. ↑  Pirate Plank auf der Website brettspillguiden.no zum Årets Spill, abgerufen am 1. Februar 2021.
4. ↑  Sandra Lemberger: Pirate Plank, Rezension auf der Website hall9000.de, 24. August 2010; abgerufen am 1. Februar 2021.
5. ↑  Wilfried Just: Pirate Plank, Rezension auf der Website kinderspielmagazin.de, 12. Januar 2018; abgerufen am 1. Februar 2021.
6. ↑  Cornelia Pietsch: Pirate Plank, Rezension auf der Website spieletest.at; abgerufen am 1. Februar 2021.